# Cibolang
Cibolang is een bestuurslaag in het regentschap Sukabumi van de provincie West-Java, Indonesië. Cibolang telt 8167 inwoners (volkstelling 2010).